# 신영철 묘갈
신영철 묘갈은 대한민국 경기도 의정부시 낙양동에 있다. 2007년 3월 21일 의정부시의 향토문화재 제13호로 지정되었다.

## 개요
신영철(申永澈, 1471~1522)은 보한재 신숙주(申叔舟, 1417~1475)의 손자로 양주목사, 파주목사, 인천도호부사 등의 관직을 역임한 인물이다. 묘갈이란 묘 앞에 세우는 ‘비’의 한 종류를 말하는데, 신영철 묘갈은 1523년경에 건립되어 임진왜란 이전의 것으로 보인다. 상단에는 “파주목사 신공묘갈(坡州牧使 申公墓碣)”이 새겨져 있다.